# Akademien för persiskt språk och litteratur

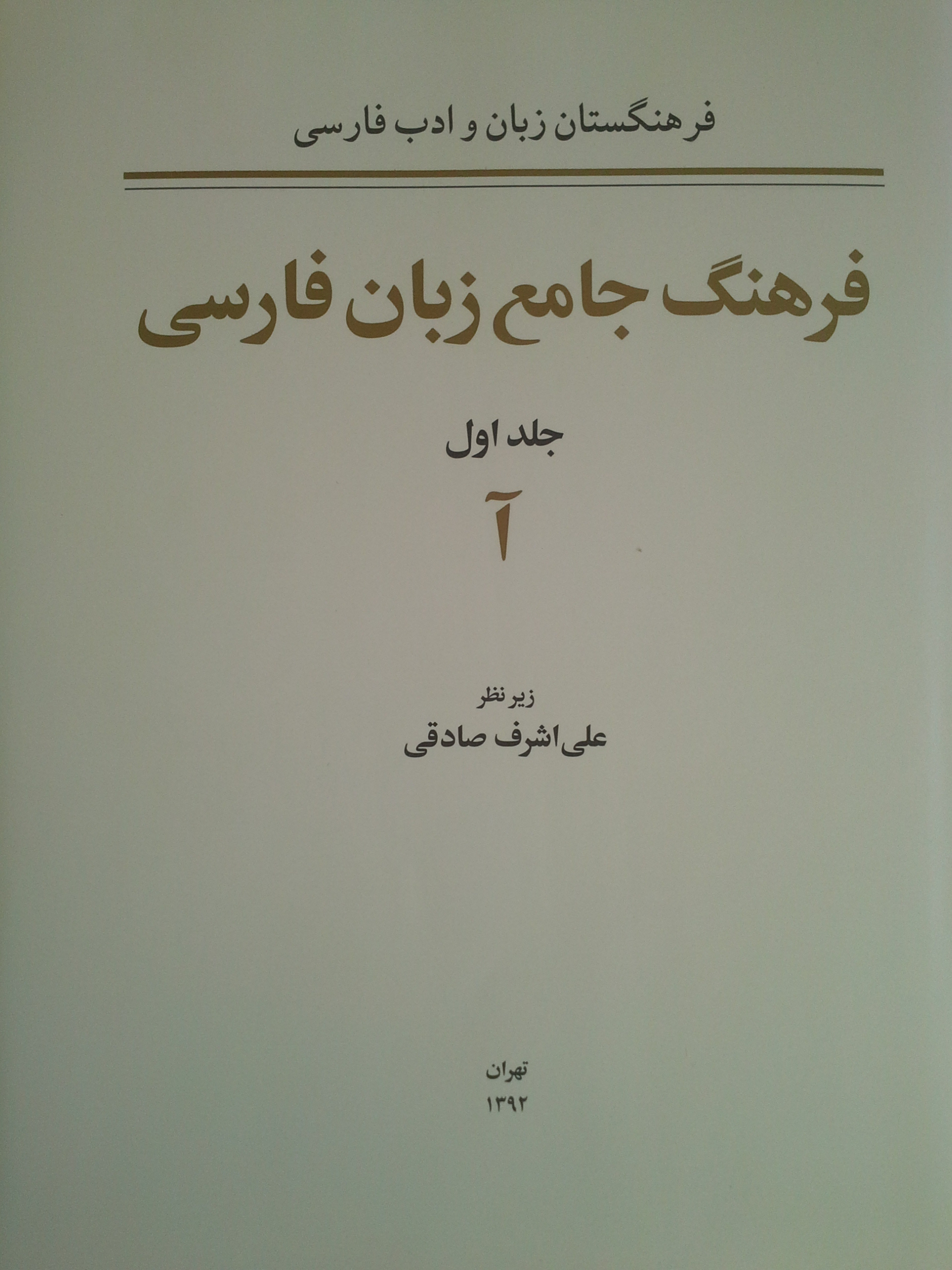
Ett lexikon över persiska språket utgivet av Akademien för persiskt språk och litteratur

Akademien för persiskt språk och litteratur (persiska: فرهنگستان زبان و ادب فارسى Farhangestān-e zabān va adabiāt-e fārsi) är ett statligt lärt samfund i Iran som instiftades av shahen Reza Pahlavi 1935 och vars syfte är att främja och vårda den persiska litteraturen och det persiska språket. 

## Historik
Akademien grundades i Teheran den 20 maj 1935 på direktiv av shahen Reza Pahlavi och dess första preses var statsmannen Mohammad Ali Foroughi. Akademien hette från början Farhangestān-e Irān (Iranska akademien) och fick sitt nuvarande namn år 1990. Till akademiens första 24 permanenta ledamöter hörde förutom Foroughi språk- och litteraturvetarna Mohammad Taqi Bahar, Ali Akbar Dehkhoda, Badi ol-Zaman Foruzanfar, Said Nafisi, utbildningsminister Ali Asghar Hekmat och fysikern Mahmoud Hesabi. 
1942 invaldes sjutton nya ledamöter, däribland språk- och litteraturvetarna Ghasem Ghani, Ebrahim Pourdavoud, Abbas Eqbal Ashtiani, Mohammad Qazvini och utbildningsminister Ali Akbar Siasi. Under samma period invaldes även iranisterna Arthur Christensen (Danmark), Henri Massé, Jan Rypka (Tjeckoslovakien) och Mohammad Hosayn Haykal (Egypten) som utländska ledamöter.
I dag består Akademien av 28 ledamöter, varav fem är verksamma i Afghanistan, Tadzjikistan och Uzbekistan. Samtliga ledamöter är framstående kännare av persiska språket och litteraturen.

## Verksamhet
Akademien utser mottagare av flera högt värderade utmärkelser och stipendier samt ger ut en rad publikationer om persiska språket.
Akademien har en viktig bokutgivning och publicerar bland annat detaljerade förteckningar över nya ord som antagits av akademiens språkråd.